# Falcatifolium sleumeri
Falcatifolium sleumeri är en barrträd som beskrevs av de Laub. och John Silba. Arten ingår i släktet Falcatifolium och familjen Podocarpaceae. Inga underarter finns listade i Catalogue of Life.
Trädet är endast känt från området kring berget Nettoti på Fågelhuvudhalvön på västra Nya Guinea. Regionen ligger cirka 1900 meter över havet.
I bergstraktens lägre delar pågår skogsavverkningar. Det är inte utrett om arten påverkas men populationen antas vara liten. IUCN kategoriserar arten som nära hotad (NT).